# Panique celtique
Albums de Manau
Fest Noz de Paname
(2000)
Panique celtique est le premier album de Manau sorti en septembre 1998.
Porté par la chanson-phare La Tribu de Dana qui a connu un succès national (2 millions de singles vendus,), Panique celtique connait un grand succès tant vis-à-vis du public avec 1 million d'album vendus(disque de diamant,) que de la critique en remportant une Victoire de la musique en 1999 dans la catégorie « Album Rap ou Groove de l'Année ».
L'originalité du son de Manau tient dans un mélange entre rap et musique celtique. Les reprises de célèbres chansons bretonnes séduisent le public francophone. On peut noter parmi celles-ci La Tribu de Dana (reprise de la traditionnelle Tri Martolod, préalablement rendue célèbre par Alan Stivell), Mais qui est la belette ? (reprise de La Jument de Michao, rendue célèbre par Tri Yann). Elles sont toutes les deux sorties en single et ont atteint le sommet du Top 50,. L'album compte également une chanson engagée, L'Avenir est un Long Passé évoquant les deux guerres mondiales et la montée du Front National. Les acteurs Vincent Desagnat et Omar Sy figurent dans le clip en tant que soldats.
Une suite de 11 titres intitulée Panique celtique II, le village est sortie en décembre 2011. On y retrouve le son rap celtique et les mélodies qui ont fait le succès du premier disque. Puis en 2020, parait le troisième volet tout simplement intitulé Panique celtique 3.

## Pistes
| 1.    | Intro                      | 1:40 |
| 2.    | La Tribu de Dana           | 4:46 |
| 3.    | L’Avenir est un long passé | 4:53 |
| 4.    | Panique celtique           | 3:34 |
| 5.    | Le Chant des druides       | 4:15 |
| 6.    | Faut pas tiser en Bretagne | 3:54 |
| 7.    | Le Chien du forgeron       | 4:22 |
| 8.    | La Confession              | 4:03 |
| 9.    | Un Mauvais Dieu            | 4:47 |
| 10.   | Mais qui est la belette ?  | 3:57 |
| 11.   | Je parle                   | 4:40 |
| 44:51 |                            |      |

| 12. | L’Avenir est un long passé (nouvelle version) |  |
| 13. | Mais qui est la belette ? (Remix)             |  |